# Молекулски инжењеринг
|  | Овај чланак је део дисеминационих активности уз подршку Фонда за науку Републике Србије, Програм ДИЈАСПОРА, #6464843, MeMEAS у сарадњи са Хемијским факултету Универзитета у Београду. Садржина ових текстова не изражава ставове Фонда за науку Републике Србије. Датум уноса: октобар—децембар 2023. Википедијанци: Ова група ученика ће писати чланке на подстраницама, где ће остати до краја периода уноса и оцењивања. Позовамо вас да помогнете ученицима и дате им смернице током израде. |

Молекулски инжењеринг представља скуп метода којима се побољшањавају молекулске особине постојећег система, производа или процеса са специфичном функцијом. Принцип молекуларног инжењеринга огледа се у манипулацији микроскопских честица у циљу побољшања макроскопских особина.
Молекулски инжењеринг је интердисциплинарна област у којој се могу препознати мотиви хемијског инжењерства, машинског инжењерства, биоинжењеринга, електронског инжењеринга, као и фундаменталних наука попут физике и хемије. Поред тога, молекулски инжењеринг је по својим принципима, као и примени, веома сличан принципима нанотехнологије, по томе што се обе дисциплине баве проучавањем особина микроскопсих, односно нанометарских, чак и мањих честица у циљу побољшања макроскопских особина. Захваљујући разноврсности техника којима располаже, молекуларно инжењерство налази веома велику примену у разним гранама, како науке тако и индустрије (види одељак Примена).
Молекулски инжењеринг је веома корисна алатка у решавању инжењерских проблема. Како се традиционални инжењеринг базира на решавању проблема, директним испитивањем особина материјала и производа и његовом прилагођавању на жељене услове, ствара се емпиријска зависност жељених резултата од самих особина материјала. Имајући то на уму, технике молекулског инжењеринга омогућавају директну манипулацију молекулских (микроскопских) особина у циљу добијања система или производа тачно оних макроскопских особина неоподних за функционисање финалног производа, система или процеса. Управо из ових разлога, молекулски инжењеринг представља грану науке која се динамично развија са повећањем људских потреба као и жеље за смањењем трошкова производње и производних процеса.

## Историјат
Појам молекулског инжењеринга први пут је употребљен 50-их година 20. века где се објашњава као нови начин размишљања у погледу пројектовања и инжењерства. Традиционални приступ инжењерству условљава испитивање макроскопских особина неког материјала и његово прилагођавање потребним условима примене. Идеја о примени молекулско инжењерства омогућава приступ у ком се, полазећи од микроскопских особина појединих молекула може конструисати производ тачно оних особина које су потребне. Имајући то у виду, молекулски инжењеринг своју примену налази у великом броју наука како примењених, тако и теоријских. Иако је сам термин у употреби од половине 20. века, значајнија открића везана за молекуларни инжењеринг десила су се тек средином 1980-их година објављивањем књиге Мотори стварања: Надолазећа ера нанотехнологија Ерика Дрекслера када су и сами концепти нано- и молекулских наука заправо дошле у интересовање ширих народних маса.
Такође, откриће електричне проводљивости полиацетилена 1977. године од стране америчког физичара Алан Џ. Хигера, који је за своје откриће 2000. године награђен Нобеловом наградом за хемију, битно је утицало на развој молекуларног инжењеринга.

## Примена молекулског инжењеринга
Како је молекулски инжењеринг веома интердисиплинарна област, јасно је да ће и његова примена имати резултате у више научних и индустријских дисциплина. Поред основног принципа манипуалције молекулима у циљу побољшања макроскопских особина производа, други принцип представља стварање молекулске машинерије са прецизно дефинисаним задатком у циљу вршења неке специфичне функције. На овом принципу заснива се готово читава примена молекулског инжењеринга у биоинжењерингу, хемијском инжењерству, механичком и електронском инжењерингу, као и науци о материјалима и хемији. Такође, молекулски инжењеринг игра значајну улогу у методама рекомбинантне технологије која представља веома погодан начин синтезе и изоловања протеина од интереса истраживача.
Како у начне сврхе, тако и у индустријске, молекулски инжењеринг игра једну од кључних улога у развоју ових поступака.

## Примена молекулског инжењеринга у науци

### Имунотерапија
- Прављење вакцина на бази амфифилних пептида који граде нанометарске мицеле које изазивају снажан имунски одговор[4]
- Дизајнирање терапеутских пептида који представљају потенцијалне лекове за одржавање биолошке равнотеже организма[5]

### Синтетичка биологија
Примена молекулског инжењеринга у сврхе синтетичке биологије огледа се у употреби мањих биохемијских молекула који се могу искористити на такав начин да омогућавају научнику олакшан рад са макромолекулима из природног извора. Имајући у виду разноликост биохемијских процеса у организмима живих бића, неколико група примене молекулског инжењерства се може разликовати у синтетичкој биологији.
Протеинско инжењерство представља методе којима се модификују већ постојећи протеини или се синтетичким путем употребом метода рекомбинантне технологије синтетишу протеини са побољшаним функцијама у ћелијама домаћина. Ово се омогућава манипулацијом гена који носи информацију за синтезу протеина од интереса. Овај ген може бити синтетисан у лабораторији и инсертовати се у одговарјући вектор, након чега се вектор убацује у ћелије домаћина (бактеријске, биљне или животињске ћелије) где се омогућава његово умножавање. Постоје различите врсте система помоћу којих се овај процес одвија и бива регулисан. Такав систем који је у најчешћој примени у циљу добијања рекомбинантних протеина јесте Т7 систем.
Поред протеинског инжењеринга, молекулски инжењеринг се у сврхе синтетичке биологије може применити и у метаболичком инжењерству који за циљ има модификовање метаболичких путева у циљу оптимизације производње природних производа.

## Примена молекулског инжењеринга за индустријске поступке

### Инжењеринг животне средине
- Десалинизација воде помоћу једнослојних порозних мембрана  од графена са порама реда величине нанометра као потенцијална јефтинија замена за филтрационе мембране изграђене од полимера[9]
- Ремедијација земљишта употребом каталитичких наночестица карбоксиметил целулозе стабилизоване са елементарним гвожђем које убрзавају деградацију загађујућих супстанци земљишта (нпр. хлорована органска једињења)[10]
- Секвестрација угљен-диоксида у којој се применом различитих адсорпционих материјала изграђених од наночестица угљен-диоксид везује за из антмосфере и складишти чиме се ефективно смањује концентрација угљен-диоксида у атмосфери[11]

Поред индустријских процеса који имају примену у животној средини, свакодневни производи попут козметичких производа модификовани су употребом молекулског инжењеринга у циљу побољшања особина производа. Поред козметике, разни други производи из домаћинства могу у себи садржати неке нанометарске структуре додате у циљу да се побољша нека специфична особина. На пример. убацивањем наночестица сребра у прашак за веш спречава се раст микроорганизама.
Индустрије производње енергије, попут електроиндустрије, индустије литијум-јонских батерија као и ћелија за производњу соларне енергије захтевају примену молекулског инжењеринга у својим производним путевима. Примена молекулског инжењеринга у производњи соларних ћелија огледа се у употреби различитих материјала попут органских молекула, квантних тачки као и перовскита у циљу смањења производних трошкова као и повећања ефикасности фотоволтаика.